# Sur le rêve

Sur le rêve (Über den Traum), aussi parfois appelé Le rêve et son interprétation, est un ouvrage de 1901 de Sigmund Freud.

## Suite àL'Interprétation du rêve
À la fin de 1899 mais daté de 1900 paraît L'Interprétation du rêve et un an plus tard paraît Sur le rêve, commandé par un éditeur, et qui revêt une forme plus classique, parfois didactique. 
Comme l'indique Didier Anzieu dans sa préface, la Traumdeutung (L'Interprétation du rêve) constitue une initiation à l'inconscient. Sur le rêve, lui, introduit à la psychanalyse. Y sont énoncés les résultats acquis par une science alors toute nouvelle. 
Si l'objet est ici le rêve, Freud n'entend pas pour autant lui conférer une valeur exceptionnelle. Au contraire, il se déprend d'une « surestimation », romantique ou mystique, qui ferait du rêve le lieu de quelque ascension de l'âme vers l'inconnu. Aussi porte-t-il principalement son attention sur les procédés du « travail du rêve » en les illustrant par des exemples et en engageant à les retrouver à l'œuvre dans d'autres productions de l'inconscient. Sur le rêve, oui, mais surtout pour l'analyse, pour une méthode.[réf. souhaitée]